# Argyreuptychia crantor
Argyreuptychia crantor är en fjärilsart som beskrevs av William Chapman Hewitson 1851. Argyreuptychia crantor ingår i släktet Argyreuptychia och familjen praktfjärilar. Inga underarter finns listade i Catalogue of Life.